# Stanisław Siek
Stanisław Siek (ur. 7 maja 1930 w Rykaniach) – polski psycholog, prof. dr habilitowany.
Kierował katedrą psychologii Mazowieckiej Wyższej Szkoły Humanistyczno-Pedagogicznej w Łowiczu. Specjalizuje się w dziedzinie psychologii osobowości, higieny psychicznej i higieny psychologii.

## Publikacje
- Rozwój osobowości (1976), Warszawa, Akademia Teologii Katolickiej
- Osobowość a higiena psychiczna (1980), Warszawa, Akademia Teologii Katolickiej
- Osobowość : struktura, rozwój, wybrane metody badania (1982), Warszawa, Akademia Teologii Katolickiej
- Higiena psychiczna i autopsychoterapia (1983), Warszawa, Akademia Teologii Katolickiej
- Wybrane metody badania osobowości (1983), Warszawa, Akademia Teologii Katolickiej
- Rozwój potrzeb psychicznych, mechanizmów obronnych i obrazu siebie (1984), Warszawa,Krajowa Agencja Wydawnicza
- Autopsychoterapia (1985), Warszawa, Akademia Teologii Katolickiej
- Struktura i formowanie osobowości (1986), Warszawa, Akademia Teologii Katolickiej
- Walka ze stresem (1989), Warszawa, Akademia Teologii Katolickiej
- Treningi relaksacyjne (1990), Warszawa, Akademia Teologii Katolickiej
- Pranie mózgu (1993), Warszawa, Wydawnictwa Akademia Teologii Katolickiej
- Twoja odpowiedź na stres (1998), Wydawnictwo Wrocławskie